# タダス・イヴァナウスカス動物学博物館
座標: 北緯54度53分52.58秒 東経23度54分14.47秒 / 北緯54.8979389度 東経23.9040194度

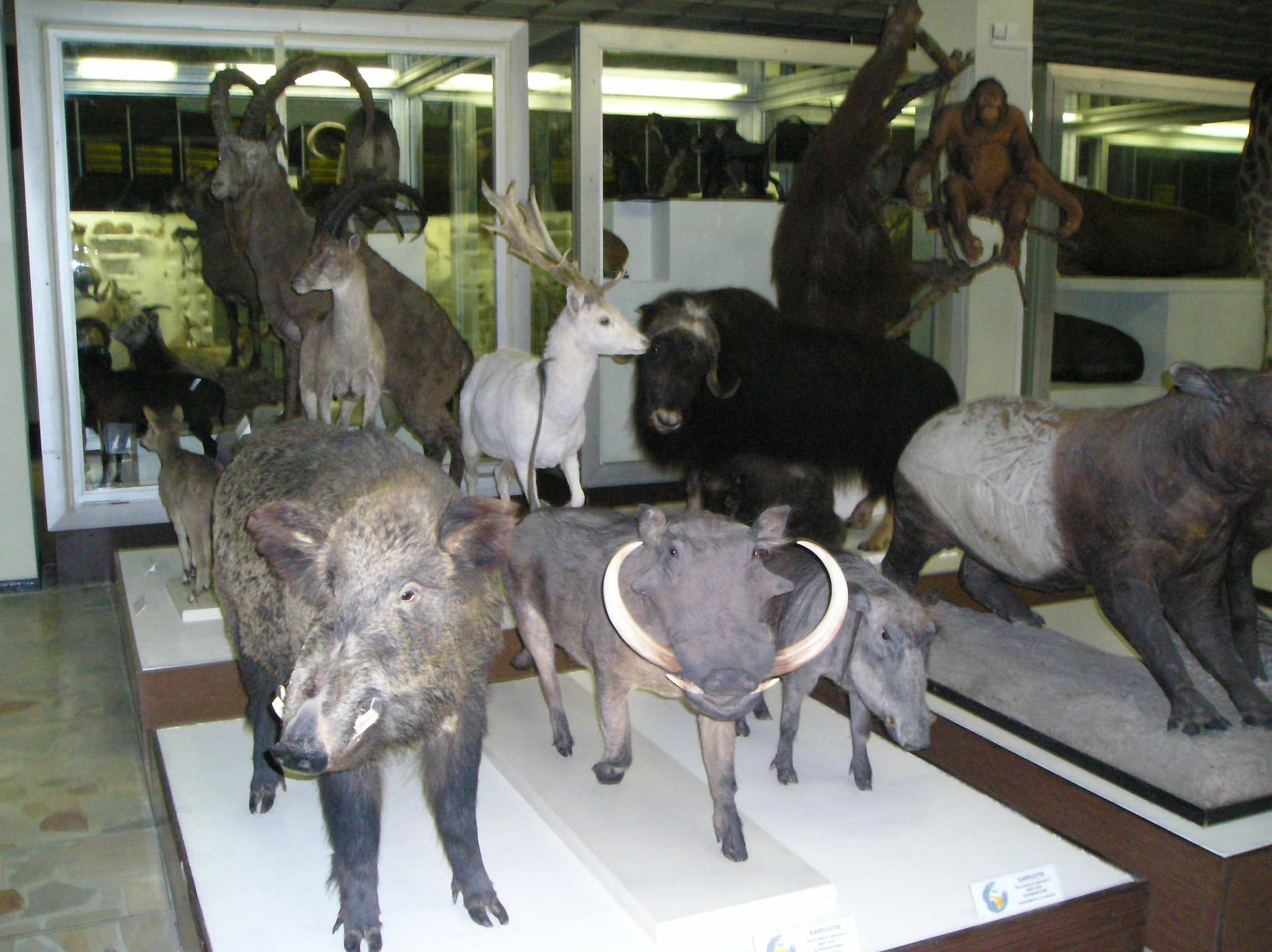
館内の様子

タダス・イヴァナウスカス動物学博物館（タダス・イヴァナウスカスどうぶつがくはくぶつかん、リトアニア語: Kauno Tado Ivanausko zoologijos muziejus）は、リトアニア・カウナスにある博物館である。1918年、タダス・イヴァナウスカスが彼のコレクションを持ち寄り設立した。
現在、4階建ての建物の中に数千の動物の剥製を保管している。